# Espinosa de Cerrato
Pour les articles homonymes, voir Cerrato.
Espinosa de Cerrato est une commune espagnole de la province de Palencia, dans la communauté autonome de Castille-et-León.